# Plutónio
O plutónio (português europeu) ou plutônio (português brasileiro) (em homenagem ao corpo celeste Plutão) é um elemento químico representado pelo símbolo Pu e de número atômico igual a 94 (94 protões e 94 electrões). À temperatura ambiente, o plutônio encontra-se no estado sólido. Pertencente a família dos actinídeos, é um metal radioativo, frágil, muito denso e de cor prateada-branca, que embaça em contato com o ar, formando um revestimento amorfo quando oxidado. Tem o maior número atômico dentre os elementos primordiais, é encontrado em poucas quantidades junto a minérios de urânio, sendo formado naturalmente por capturas neutrônicas de átomos de urânio. O mais estável isótopo do plutônio é o plutônio-244, com uma meia-vida de cerca de 80 milhões de anos, grande o suficiente para que se encontre traços dele na natureza. Plutônio é principalmente um produto de reações nucleares em reatores onde alguns nêutrons liberados em fissões nucleares são capturados por átomos de Urânio-238, que após uma série de decaimentos, finalmente torna-se Pu. O elemento normalmente exibe seis alótropos e quatro estados de oxidação. Ele reage com carbono, halogênios, nitrogênio, silício e hidrogênio. Quando exposto ao ar úmido, forma óxidos e hidretos que expandem a amostra em até 70% do volume, podendo entrar em ignição espontaneamente como um pó. Como toda substância radioativa, o manuseio do plutônio é uma atividade perigosa.
Ele difere muito em suas características físico-químicas com os elementos do resto do grupo. Possui sete diferentes formas alotrópicas com base na temperatura e pressão aplicadas:α, β, γ, δ, δ', ε e ζ. Levando a níveis de oxidação de +2 a +7. A densidade varia de entre as formas alotrópicas de 19,8 g/cm³ (α-Pu) a 15,9 g / cm³ (δ-Pu).
Ambos o plutônio-239 e plutônio-241 são físseis, significando que eles podem sustentar uma reação em cadeia, levando a aplicações em armas nucleares e reatores nucleares. Plutônio-240 exibe uma grande taxa de fissão espontânea, elevando o fluxo de nêutrons de qualquer amostra que o contém. A presença de plutônio-240 limita usabilidade de uma amostra de plutônio em armas ou a sua qualidade em como um combustível em um reator, e a percentagem de Pu-240 determina o seu grau (grau para armas, combustível ou reator).
Plutônio-238 tem uma meia vida de 88 anos e é um emissor de partículas alfa. Ele é uma fonte de calor em geradores termoelétricos de radioisótopos, que são usados como fonte de energia para algumas sondas. Isótopos de plutônio são caros e inconveniente de se separar, sendo manufaturados em reatores especializados.
Uma equipe liderada por Glenn T. Seaborg e Edwin McMillan na Universidade da Califórnia, Berkeley, sintetizou plutônio pela primeira vez em 1940 bombardeando urânio-238 com deutério. Traços de Pu na natureza foram descobertos subsequentemente. Produzindo plutônio em quantidades utilizáveis pela primeira vez foi a maior parte do Projeto Manhattan durante a Segunda Guerra Mundial, que desenvolveu armas nucleares pela primeira vez. O primeiro teste nuclear, a Experiência Trinity (julho de 1945) e a segunda bomba nuclear a ser usada contra humanos, na cidade de Nagasaki, em agosto de 1945, Fat Man, eram ambas bombas que tinham um núcleo de plutônio-239. Experimentos de radiação com humanos utilizando plutônio foram conduzidos sem o consentimento informado, e vários acidentes de criticidade, alguns letais, ocorreram durante e depois da guerra. A disposição de resíduos de Pu de usinas nucleares e armas nucleares desmanteladas construídas durante a Guerra Fria são uma preocupação ambiental e a respeito da proliferação nuclear. Outras fontes de Pu no ambiente são o fallout nuclear de numerosos testes nucleares acima do solo (agora banidos por tratado).

## História

### Descoberta

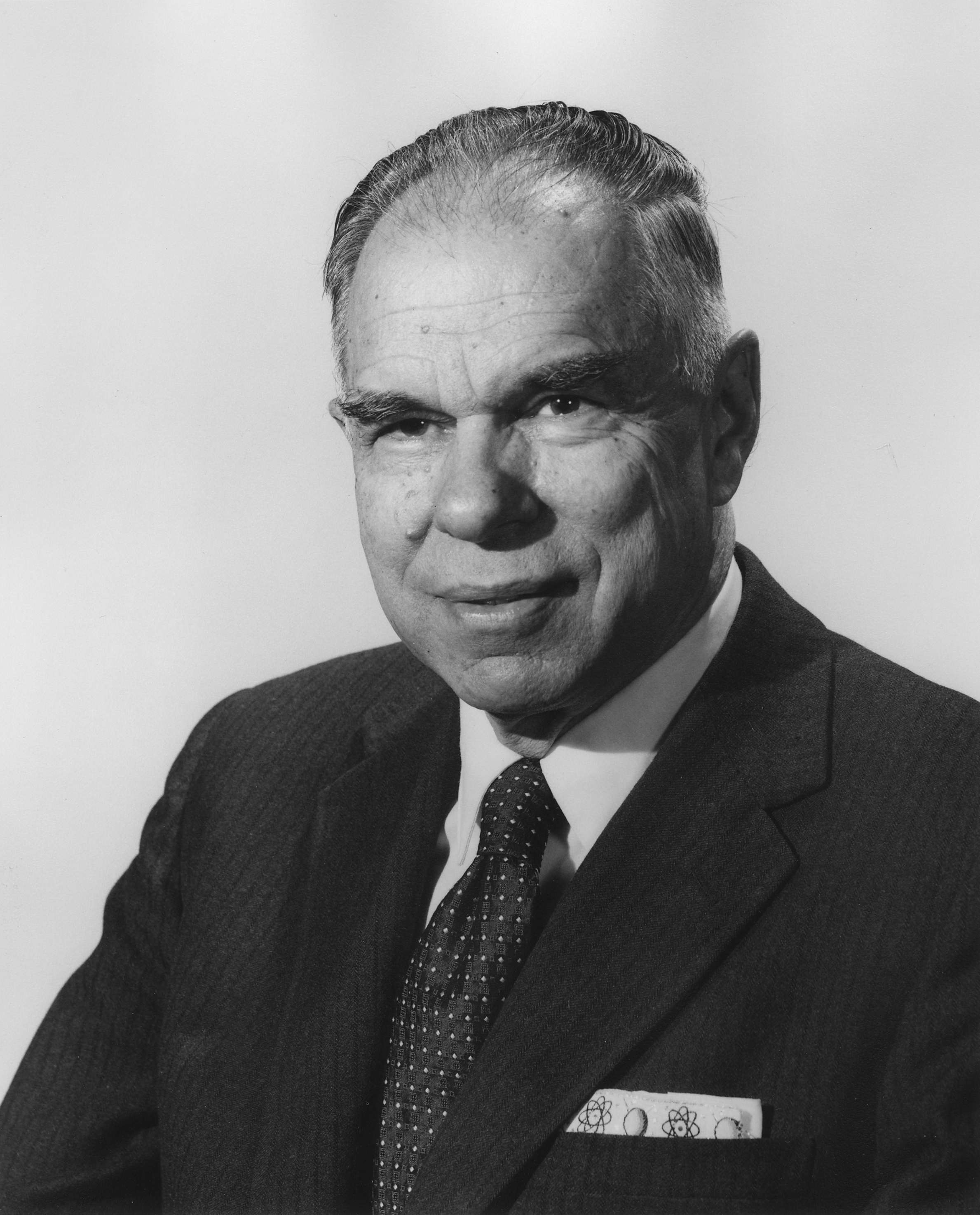
Glenn T. Seaborg e sua equipe foram os primeiros a sintetizar plutônio.

Enrico Fermi e uma equipe de cientistas da Universidade de Roma informaram que eles haviam descoberto o elemento 94 em 1934. Fermi chamou o elemento de hesperium e mencionou o nome em sua palestra em 1938. A amostra foi na verdade uma mistura de bário, criptônio e outros elementos, mas isso não era conhecido na época, porque a fissão nuclear ainda não havia sido descoberta.
Glenn T. Seaborg e sua equipe, em Berkeley, foram os primeiros a produzir plutónio.
Plutónio (especificamente, plutônio-238) foi produzido pela primeira vez e isolado em 14 de dezembro de 1940, e quimicamente identificado em 23 de fevereiro de 1941 por Glenn T. Seaborg, Edwin McMillan, Joseph William Kennedy, e Arthur Wahl. O elemento era originalmente produzido pelo bombardeio de urânio por deutério em um ciclotron de 150 centímetros na Universidade da Califórnia, Berkeley.
No experimento de 1940, Neptúnio-238 foi criado diretamente pelo bombardeio, mas deteriorado por emissão beta, dois dias depois, o que indicou a formação do elemento 94.
Um trabalho documentando a descoberta foi preparado pela equipe e enviado à revista Physical Review em março de 1941. O artigo foi retirado antes de sua publicação, após a descoberta de que um isótopo desse novo elemento (plutônio-239) poderia sofrer fissão nuclear de maneira que possa ser utilizado na fabricação de uma bomba atômica. A publicação foi atrasada até um ano após o final da Segunda Guerra Mundial, devido a preocupações de segurança.
Edwin McMillan havia recentemente aplicado ao primeiro elemento transurânico o nome em homenagem ao planeta Netuno, e sugeriu que o elemento 94, sendo o elemento seguinte na série, deveria ser nomeado para o que era, até então, considerado o próximo planeta, Plutão. Seaborg originalmente considerou o nome "plutium", mas depois pensou que não tinha som tão bom quanto "plutónio." Ele escolheu as letras "Pu" como uma piada, que passou sem aviso prévio para a tabela periódica. Outros nomes alternativos considerados por Seaborg e outros foram "ultimium" ou "extremium" devido à crença errônea de que tinham encontrado o último possível elemento na tabela periódica.

### Primeiras pesquisas
Após alguns meses de estudo inicial, concluiu-se que as propriedades químicas do plutónio eram semelhantes à do urânio. As pesquisas iniciais foram mantidas em segredo no Laboratório Metalúrgico da Universidade de Chicago. Em 18 de agosto de 1942, uma quantidade deste elemento foi isolado e medida pela primeira vez. Cerca de 50 microgramas de plutónio-239 combinado com produtos da fissão do urânio foram produzidos e apenas cerca de 1 micrograma foi isolado. Esta amostra permitiu aos químicos que determinassem o peso do novo elemento químico.
Em 1942 os E.U.A havia acumulado 500 gramas de sais de plutónio, e formou grupos de cientistas para realizar análises mais profundas no elemento, além de vários outros menores, três deles eram os mais importantes:
- Grupo para fornecer plutónio puro por métodos químicos (Los Alamos: J. W. Kennedy, C. S. Soares, A. C. Wahl, C. S. Garner, I. B. Johns);
- Grupo para estudo do comportamento de plutónio em soluções, incluindo um estudo de seus estados de oxidação, potenciais de ionização e da cinética de reação (Berkeley: W. M. Latimer, E. D. Eastman, R. E. Connik, J. W. Gofman, etc.);
- Grupo para estudo da química dos complexos de íons de plutónio (Iowa: F. H. Spedding, W. H. Sullivan, F. A. Voigt, como Newton).

Em novembro de 1943, trifluoreto de plutónio foi reduzido para criar a primeira amostra de plutónio metálico, resultando em alguns microgramas de deste composto. Foi o primeiro elemento transurânico sintetizado artificialmente com uma amostra pura visível a olho nu.
As propriedades nucleares de plutónio-239 também foram estudadas, os pesquisadores descobriram que quando ele é atingido por um nêutron ele pode sofrer um processo de fissão nuclear, liberando mais nêutrons e energia. Esses nêutrons podem atingir outros átomos de plutónio-239 e assim por diante, e formar uma reação em cadeia. Isso pode resultar em uma explosão grande o suficiente para destruir uma cidade, se o isótopo estiver concentrado o suficiente para formar uma massa crítica.
Na antiga URSS as primeiras experiências para criar Pu-239 ocorreram entre 1934 e 1944, sob a liderança de Igor Kurchatov e B. Khlopin. Em pouco tempo, a União Soviética realizou amplos estudos sobre as propriedades de plutónio. No início de 1945, o primeiro cíclotron da Europa foi construído em 1937 no Instituto Radium, a primeira amostra de plutónio foi obtida ao irradiar urânio no cíclotron. Na cidade de Ozersk em 1945 foi iniciada a construção do primeiro reator nuclear comercial para produzir plutónio, a planta nuclear Mayak, finalizada em 19 junho de 1948.

### Produção durante o Projeto Manhattan

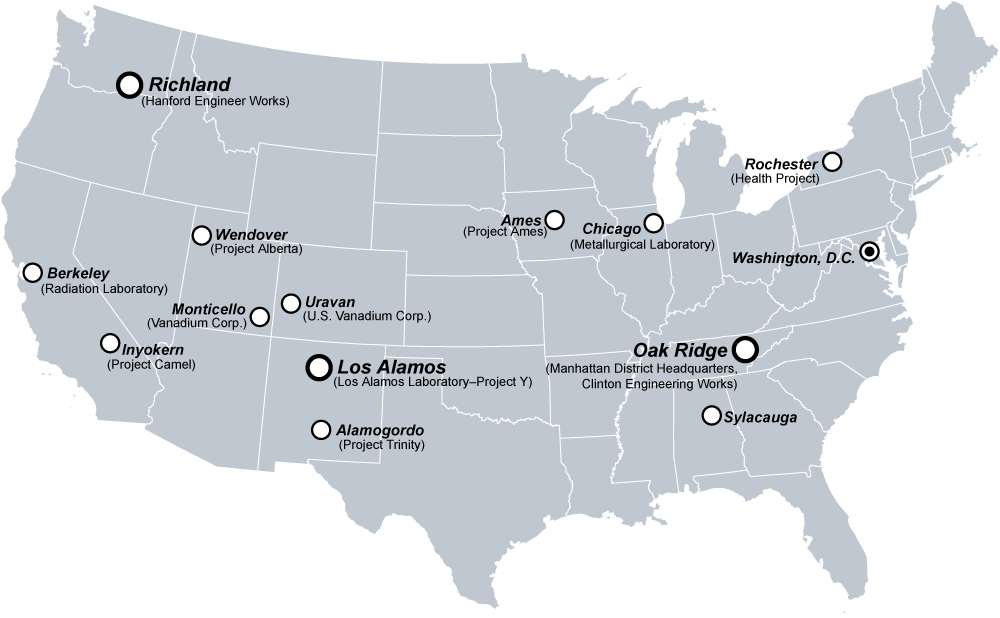
Locais de pesquisa do Projeto Manhattan.

A origem do Projeto Manhattan é frequentemente associada à carta de Albert Einstein a Franklin Roosevelt, então presidente dos E.U.A. A carta dizia da preocupação de Einstein de que a Alemanha Nazista pudesse vir a desenvolver armas nucleares. O projeto de programa nuclear, dos quais formados no Projeto Manhattan, foi aprovado e estabelecido por decreto presidencial. Sua atividade do Projeto Manhattan começou a 12 de agosto de 1942. Seus três objetivos principais eram:
- Produção de plutónio no complexo Hanford Site;
- Enriquecimento de urânio em Oak Ridge, Tennessee;
- Pesquisa no campo das armas nucleares e construção de uma bomba atômica no Laboratório Nacional de Los Alamos.[4]

O primeiro reator que tornou possível a obtenção de Pu foi o Chicago-Pile-1, comissionado em 2 de dezembro de 1942. Ele consistia de 6 toneladas de urânio metálico, 34 toneladas de óxido de urânio e 400 toneladas de grafite em blocos. As únicas coisas que poderiam parar a reação nuclear em cadeia eram as barras de cádmio, que possuíam uma grande capacidade de captura dos nêutrons térmicos necessários para a manutenção da reação em cadeia. Devido à ausência de proteção contra as radiações e resfriamento, a sua potência de operação era limitada em 200 Watts, porém, graças ao Chicago-Pile-1, foi possível produzir plutónio em uma quantidade maior do que os ciclotrons. Meses depois, o reator experimental X-10 continuou o trabalho iniciado pelo Chicago-Pile-1 na produção de Pu para o projeto, porém se descobriu que a porcentagem do isótopo Pu-240 no plutónio produzido por esses reatores era grande, sendo necessária sua separação do Pu-239 através de um enriquecimento para que não ocorresse a detonação acidental de armas nucleares.

### TrinityeFat Man
A forma de detonação de armas nucleares de plutónio (por implosão) era de baixa confiabilidade, por isso testes anteriores eram necessários para comprovar o seu funcionamento. Sendo assim foi criado um artefato pouco antes do uso destas armas em guerra. A Trinity detonou em 16 de Julho de 1945, com um poder explosivo equivalente a 20 quilotons de TNT.
Tendo certeza do sucesso destas armas, foi logo feito uma bomba para ser usada em guerra, o Fat Man, esta bomba tinha três alvos, o primário era Kokura, o secundário Nagasaki, Kokura estava encoberta por nuvens, e portanto era quase certo de que a bomba erraria o alvo. Então os B-29 Superfortress rumaram para Nagasaki, que apesar de também estar sob nuvens e ventos, dissipou-se logo, então foi ordenado que a cidade deveria ser atacada. A bomba foi lançada, mas se deslocou durante a queda, caindo em um vale ao lado e parte da explosão foi contida, mesmo assim a bomba dizimou a cidade.

## Disponibilidade e produção
Quantidades pequenas, traços, de ao menos três isótopos de plutônio (Pu 238, 239 e 244) podem ser encontrados na natureza. Pequenas quantidades de Pu-239, em algumas partes por milhão, e seus produtos de decaimento são naturalmente encontrados em minérios concentrados de urânio. assim como no reator nuclear natural de fissão em Oklo, Gabão. A razão de Pu-239 para o urânio no depósito de urânio Cigar Lake Mine varia de 2,4×10−12 para 44×10−12. Mesmo pequenas quantidades de nuclídeos primordiais de Plutônio-244 ocorrem naturalmente devido a sua relativa meia-vida longa de cerca de 80 milhões de anos. Esses traços de 239Pu originam de três formas diferentes: em raras ocasiões, 238U sofre fissão espontânea, e no processo, o núcleo emite 2 ou 3 nêutrons livres com algumas energia cinética. Quando um desses nêutrons atinge o núcleo de outro átomo de 238U, ele é absorvido pelo átomo, que torna-se 239U. Com uma relativa meia-vida curta,239U decai para netúnio-239 (239Np), e então em 239Np decai em 239Pu.
Devido a relativa longa meia-vida do plutônio-240, ele ocorre na cadeia de decaimento do plutônio-244, ele também deve estar presente, embora em 10 000 vezes mais raro. Finalmente, pequenas amostras de Pu-238 foram achadas em amostras de urânio natural, devido ao raro decaimento beta do U-238 em Pu-238.
Pequenos traços de plutônio são usualmente encontrados no corpo humano devido aos mais de 550 testes nucleares atmosféricos e aquáticos que foram feitos, e um número pequeno de acidentes nucleares com reatores civis. A maioria dos testes nucleares aquáticos e atmosféricos foram parados pelo Tratado de banimento parcial dos testes, em 1963, que foi ratificado pelos Estados Unidos, Reino Unido, União Soviética, e outras nações. Testes nucleares atmosféricos ocorreram depois de 1963 por nações que não assinaram o tratado, incluindo aquelas da República Popular da China (teste com bomba atômica sobre o Deserto de Gobi em 1964,teste com bomba de hidrogênio em 1967, e testes seguintes) e França (testes tão recentes como da década de 1990). Devido à fabricação deliberada para armas nucleares e reatores nucleares, plutônio-239 é o isótopo mais abundante do plutônio até agora. Também a hipotético a possibilidade de quantidades realmente muito pequenas de plutônio produzido pelo bombardeamento de minério de urânio por raios cósmicos.
Até 2002, 1 200 toneladas de plutônio tinham sido produzidas em reatores nucleares, e pelo reprocessamento nuclear. Durante a produção e teste de armas nucleares, uma certa quantidade de plutônio foi liberada no ambiente, uma estimativa de 12,7 toneladas somente para o programa nuclear dos E.U.A. sozinho. Em adição, durante a produção do plutônio em reatores nucleares civis, o plutônio foi liberado por acidentes de design e escapou para a biosfera, e tem sido encontrado em camadas sedimentares e em espécies aquáticas.
De forma artificial, o plutônio-239 é produzido em reatores nucleares por sucessivos decaimentos beta pelo U-239 e Np-239 expressos por essa equação:
{\displaystyle \mathrm {^{238}_{\ 92}U\ +\ _{0}^{1}n\ \longrightarrow \ _{\ 92}^{239}U\ {\xrightarrow[{23,5\ min}]{\beta ^{-}}}\ _{\ 93}^{239}Np\ {\xrightarrow[{2,3565\ d}]{\beta ^{-}}}\ _{\ 94}^{239}Pu} }
O Pu-238, utilizado em geradores termoelétricos de radioisótopos, foi o primeiro a ser sintetizado, ele é criado quando o U-238 é bombardeado por um deuterio produzindo netunio (intermediário) e depois Pu-238.
{\displaystyle \mathrm {^{238}_{\ 92}U\ +\ _{1}^{2}D\ \longrightarrow \ _{\ 93}^{238}Np\ +\ 2\ _{0}^{1}n\quad ;\quad _{\ 93}^{238}Np\ {\xrightarrow[{2.117\ d}]{\beta ^{-}}}\ _{\ 94}^{238}Pu} }
Os demais isótopos são produzidos quando o Pu-239 captura um nêutron mas não sofre fissão nuclear

## Características

### Propriedades físicas
Plutônio, como a maioria dos metais, tem um brilho prateado ao início, sendo muito semelhante ao níquel, mas quando ele se oxida muito rápido, assumindo um revestimento cinza, embora amarelo e verde oliva já tenham sido também reportados. A temperatura ambiente o plutônio está em sua forma α (alfa). Essa, é a mais comum forma estrutural do elemento (alótropo), e é duro e quebradiço assim como o ferro fundido, a não ser que seja ligado a outros metais para torná-lo mais macio e dúctil. Diferente dos outros metais, ele não é um bom condutor de calor ou eletricidade. Ele tem um baixo ponto de fusão (640 °C) e um não usual alto ponto de ebulição (3 228 °C).
Decaimento alfa, que libera núcleos de hélio de alta energia cinética, é a mais comum forma de decaimento radioativo para o plutônio. Uma massa de 5 kg de 239Pu contêm cerca de 12,5 X 1024 átomos. Com uma meia vida de 24 100 anos, cerca de 11,5 X 1012 de seus átomos decaem a cada segundo, emitindo uma partícula alfa de 5 157 MeV de energia. Isso gera cerca de 9,68 watts de energia. Calor produzido pela desaceleração daquelas partículas alfas, tornando-o morno ao toque.
Resistividade é a medida do quão forte um material se opõe ao fluxo de corrente elétrica. A resistividade do plutônio a temperatura ambiente é muito grande para um metal, e torna-se ainda maior a temperaturas menores, o que é uma característica não usual nos metais. e tende a continuar a cair até 100 K, abaixo disso a resistividade rapidamente diminui para as amostras. A resistividade então começa a aumentar com o tempo perto de 20 , devido ao dano da radiação, que com o ritmo ditado pela composição isotrópica da composição da amostra.
Devido a auto-irradiação, uma amostra de Pu fatiga-se através ada sua estrutura cristalina, significando que o arranjo dos seus átomos torna-se desordenado pela radiação com o tempo. Auto-irradiação também pode levar ao recozimento que neutraliza os efeitos da fatiga, causados pela radiação, de acordo com o aumento da temperatura acima de 100 K.
Também diferente dos outros metais, o plutônio aumenta a sua densidade quando derretido, em cerca de 2,5% para ser mais preciso. Mas o metal líquido exibe uma diminuição linear da densidade com a temperatura. Perto do ponto de fusão, o plutônio líquido tem também uma alta viscosidade e tensão superficial quando comprado a outros metais.

### Alótropos

Plutônio tem seis alótropos à CNTP:alfa (α), beta (β), gama (γ), delta (δ), delta prime (δ'), & epsilon (ε)

Plutônio normalmente tem seis alótropos e forma uma sétima (zeta, ζ) a alta temperatura com uma faixa de pressão limitada. Esses alótropos, que são diferentes modificações estruturais ou formas de um elemento, tem energias internas muito similares, entretanto variando significativamente de densidade e estrutura de cristal. Isso faz do plutônio sensitivo a mudanças de temperatura, pressão, ou química, e permite mudanças de volume dramáticas durante a transição de uma fase alotrópica à outra. As densidades dos alótropos variam de 16,00 g/cm3 para 19,86 g/cm3.
A presença desses vários alótropos fazem da usinagem do plutônio muito difícil, uma vez que ele muda muito de um estado a outro. Por exemplo, a forma α existe em CNTP no plutônio não ligado. Tendo características de usinagem semelhantes as do ferro fundido mas muda para a forma plástica e maleável β (beta) com uma pequena mudança de temperatura. As razões para o complicado diagrama de fase ainda não são inteiramente compreendidas. A forma α tem uma estrutura de cristal monoclínico de baixa simetria, por isso a sua fragilidade, força, compressibilidade e pobre condutividade térmica.
Plutônio na forma δ normalmente existe entre 310 °C à 452 °C mas é estável à temperatura ambiente quando ligado a pequenas porcentagens de gálio, alumínio, ou cério, melhorando o seu manuseio e permitindo-o a sua soldagem.  A forma Delta tem uma característica mais metálica, e é rudemente mais forte e maleável que o alumínio. Em armas de fissão, as ondas de choque usadas para comprimir um núcleo de plutônio causarão também uma transição da fase Delta usual para a densa fase Alfa, significativamente ajudando-o a atingir a super criticidade. A fase ε, o alótropo sólido com a maior temperatura, exibe anormalmente uma alta autodifusão atômica comparado com os outros metais.

### Fissão nuclear

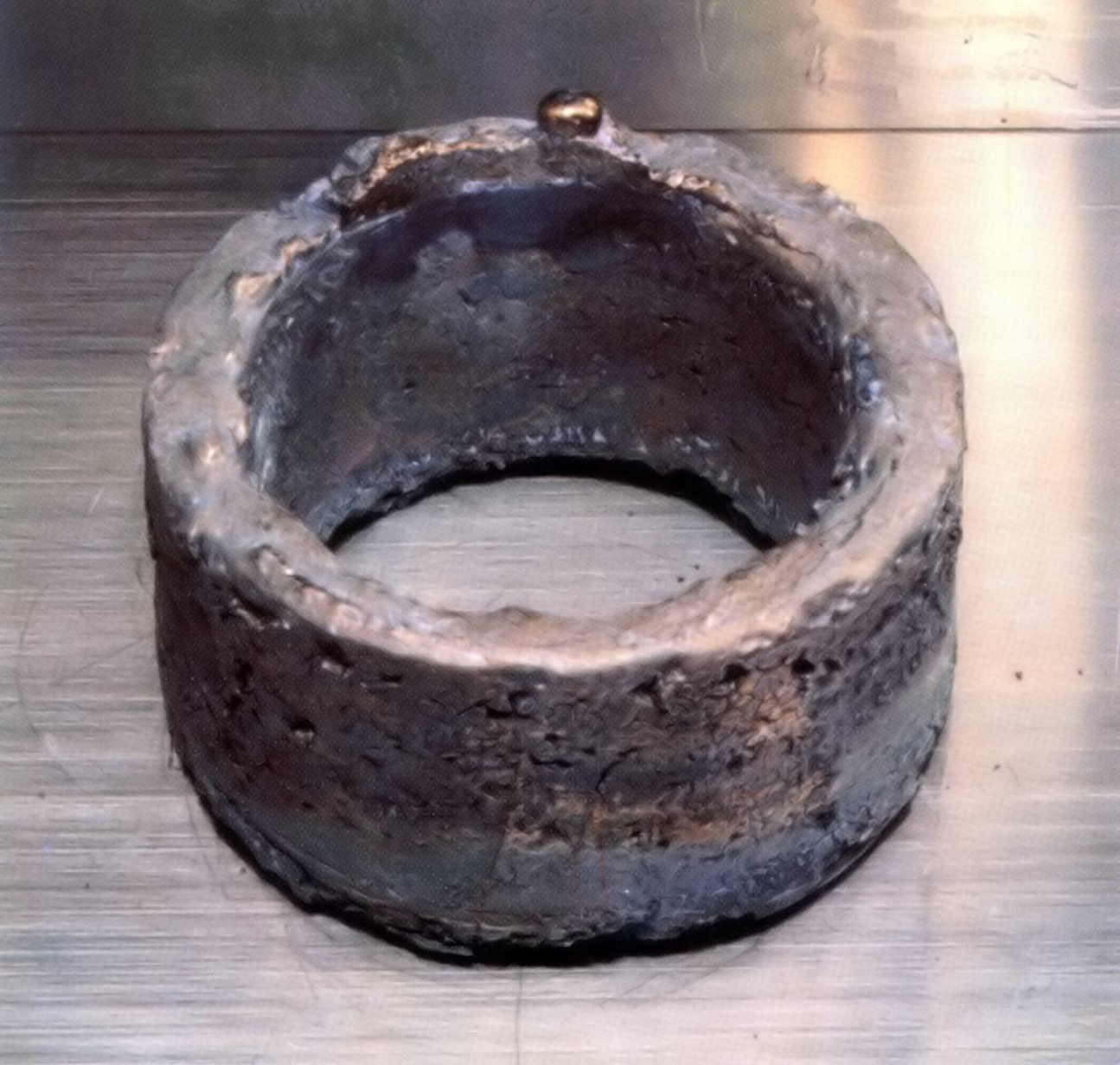
Um anel de plutônio com 99,96% de pureza eletrorefinado, suficiente para ser utilizado em um núcleo de arma nuclear. O anel pesa 5.3 kg, diâmetro de 11 cm e o seu formato ajuda com a segurança de criticidade.

Plutônio é um metal actinídeo radioativo cujo um dos isótopos, plutônio-239, é um dos três isótopos físseis primariamente utilizados. Urânio-233 e Urânio-235 são os outros dois.
Plutônio-241 é também altamente físsil. Para ser considerado físsil, um núcleo atômico de isótopo deve ser capaz de quebrar-se, ou seja, sofrer fissão nuclear quando bombardeado com um nêutron lento e liberar nêutrons adicionais suficientes para sustentar uma reação nuclear em cadeia para quebrar outros núcleos atômicos.
Plutônio-239 puro, pode ter um fator de multiplicação (keff) maior que um, o que significa que se o metal está presente em quantidades suficientes e com uma geometria apropriada (exemplo: uma esfera de tamanho suficiente), ele pode formar uma massa crítica. Durante a fissão, uma fração da energia de ligação, que segura o núcleo unido, é liberada como uma grande quantidade de energia eletromagnética e cinética (das quais, uma grande parte é posteriormente convertida em energia térmica). A fissão de um quilograma de plutônio-239 pode produzir uma explosão equivalente a 21 quilotons (21 000 toneladas de TNT). Essa é a energia que faz do Pu-239 utilizável em armas nucleares e reatores nucleares.
A presença do isótopo Plutônio 240 em uma amostra limita o seu potencial como arma nuclear, como o Pu-240 tem uma relativa alta taxa de fissão espontânea (~440 fissões por segundo por grama, mais de 1 000 nêutron por segundo por grama), aumentando o nível de nêutrons e portanto, aumentando o risco de pré-detonação ou fiasco. Plutônio classificado quando a sua potencialidade de usos em reatores ou armas nucleares, baseado na porcentagem de plutônio-240 que ela contém. Para ser utilizável em armas nucleares o Pu deve conter menos de 7% de Pu-240. grau combustível contém de 7% a 19% de Pu-240, e grau para uso em reator contém 19% ou mais de plutônio-240. Plutônio-239 supergrade com menos de 4% de Pu-240, é utilizado em armas nucleares da Marinha dos Estados Unidos, devido à proximidade com as tripulações de navios e submarinos, devido a sua radiatividade. O isótopo plutônio-238 não é físsil, entretanto é fissionável, o que significa que ele pode sofrer fissão nuclear quando bombardeado com nêutrons rápidos, no entanto os nêutron liberados pela sua fissão são lentos e não podem fazer outros átomos sofrerem fissão, assim sendo, ele é incapaz de sustentar uma reação em cadeia, um exemplo de outro isótopo com essa capacidade é um isóbaro do Pu-238, o urânio-238.

### Química e componentes

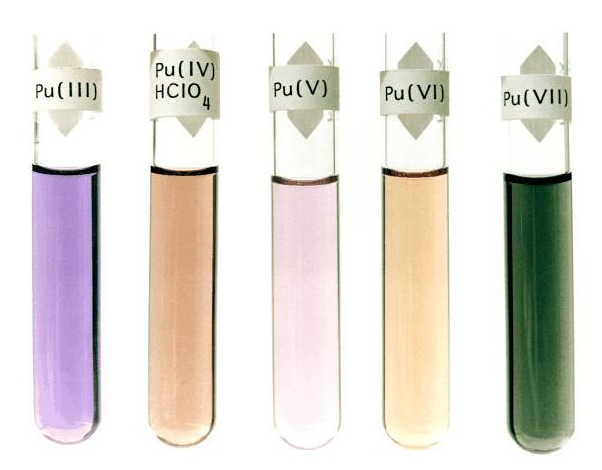
Vários estados de oxidação do plutônio em amostras.

À temperatura ambiente, plutônio puro é prateado em cor, mas torna-se embaçado quando oxidado. O elemento demonstra quatro estados de oxidação comuns em solução aquosa e uma rara:
- Pu(III), como Pu3+ (azul lavanda);
- Pu(IV), como Pu4+ (amarelo ou castanho);
- Pu(V), como

PuO+
2 (rosa claro);
- Pu(VI), como

PuO2+
2 (rosa alaranjado);
- Pu(VII), como

PuO3−
5 (verde)- o íon heptavalente é raro.
A cor mostrada pelo plutônio em soluções depende do estado de oxidação e da natureza do ânion ácido. É o ânion ácido que influencia no grau de complexação, como átomos se conectam ao átomo central da espécie do plutônio.
Plutônio metálico é produzido ao reagir tetrafluoreto de plutônio com bário, cálcio ou lítio a 1 200 °C. Ele é atacado por ácidos, oxigênio, e vapores mas não por alcalinos e dissolve-se facilmente em ácido clorídrico concentrado, hiodeto de hidrogênio e ácido perclórico. O metal fundido deve ser mantido no vácuo ou numa atmosférica inerte, para evitar reações com o ar. À 135 °C o metal entrará em ignição com o ar e explodirá se colocado com tetracloreto de carbono.

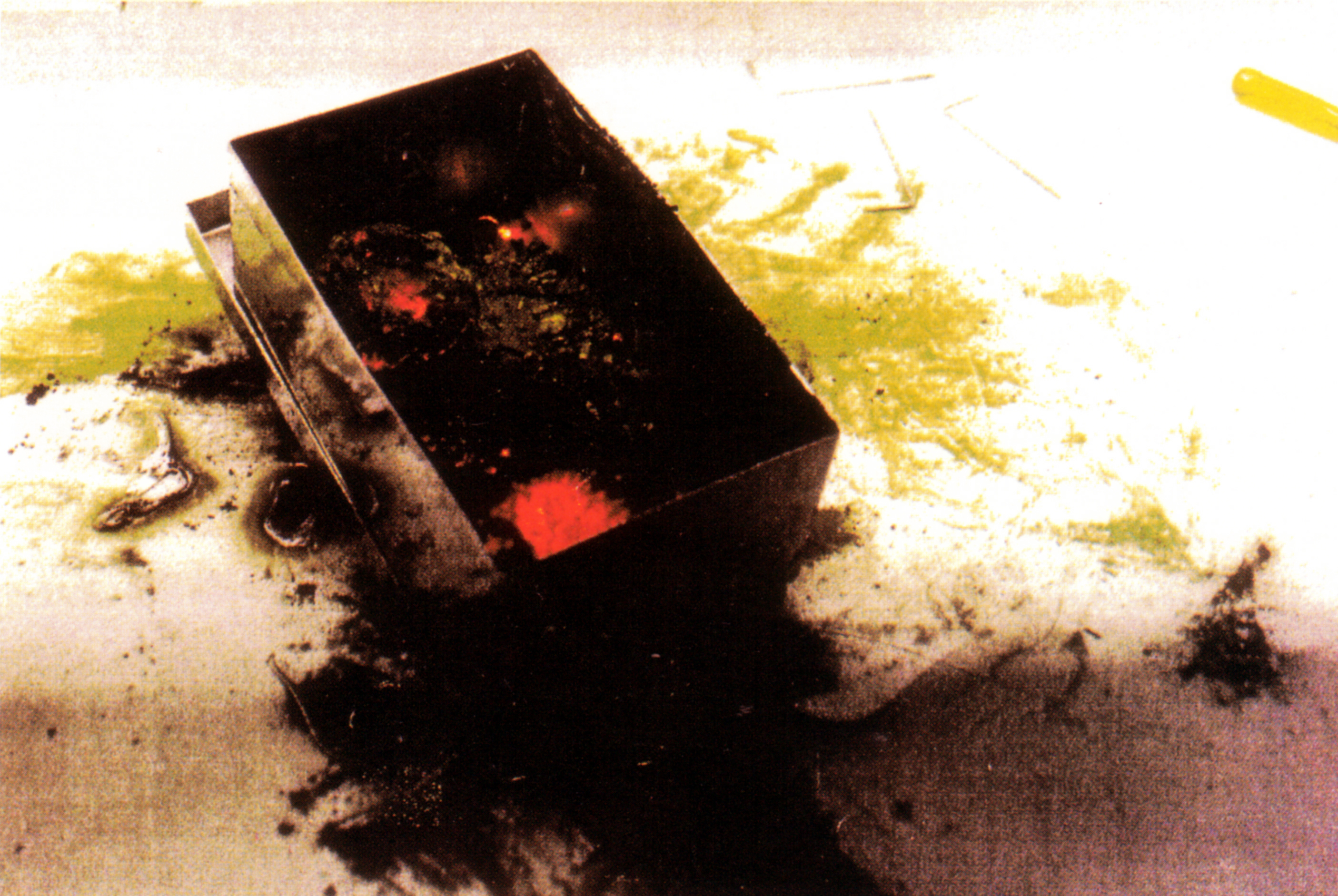
A piroforicidade do plutônio pode fazê-lo parecer uma brasa crescente sobre certas condições.

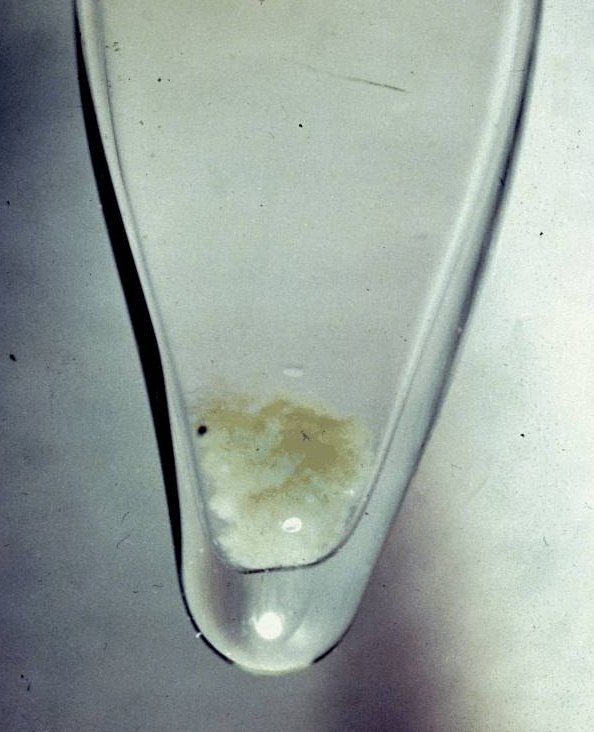
Vinte microgramas de hidróxido de plutônio puro.

Plutônio é um metal reativo. No ar úmido ou no argônio úmido, o metal oxida-se rapidamente, produzindo uma mistura de óxidos e hidretos. Se o metal é exposto o suficiente para uma quantidade limitada de vapor de água, uma poeirenta superfície de PuO2 é formada. Também forma hidreto de plutônio mas um excesso de vapor de água apenas forma PuO2.
Plutônio mostra enormes, e reversíveis, taxas de reação com hidrogênio puro, formando hidreto de plutônio. Ele também reage prontamente com oxigênio, formando PuO e PuO2 também como óxidos intermediários. óxido de Pu preenche 40% mais volume que o plutônio metálico. O metal reage com os halogênios, dando lugar à componentes químicos com fórmula geral PuX3 onde X pode ser F, Cl, Br ou I e PuF4 também são vistos. Os seguintes componentes são observados: PuOCl, PuOBr e PuOI. Ele reagirá com carbono para formar PuC, nitrogênio para formar Pu N e silício para PuSi2.
Pós de plutônio, seus hidretos e cetos óxidos como o Pu2O3 são pirofóricos, o que significa que eles podem espontaneamente entrar em ignição à temperatura ambiente e são portanto manuseadas em uma atmosfera inerte, seca e feita de nitrogênio ou argônio. Massas de plutônio somente entrar em ignição quando são aquecidas a mais de 400 °C. Pu2O3 espontaneamente aquece-se e transforma-se em PuO2,, que é estável no ar seco, mas reage com vapor d´água quando aquecido.
Cadinhos usados para conter plutônio precisam ser capazes de resistir ao suas poderosas propriedades redutivas. Metais refratários como tântalo e tungstênio juntamente com óxidos mais estáveis, boretos, carbonetos, nitretos e silicietos podem tolera-lo. Derreter em um forno elétrico à arco, podem ser usados para produzir pequenos lingotes de metal sem a necessidade de um cadinho.
Cério é utilizado como um simulador químico do plutônio para o desenvolvimento da contenção, extração e outras tecnologias.

### Estrutura eletrônica
Plutônio é um elemento no qual os seus elétrons 5f estão na fronteira de transição entre localizados e deslocalizados. Portanto ele é considerado um dos elementos mais complexos. O comportamento anômalo do plutônio é causado por sua estrutura eletrônica. A diferença de energia entre os subníveis 6d e 5f é muito pequena. O tamanho da 5f é o suficiente para permitir a formação de ligações dentro da rede. A proximidade dos níveis de energia leva a multiplicação de configurações de elétrons de baixa energia com níveis de energia parecidos. Isso leva a competição pelas configurações 5fn7s2 ae 5fn−16d17s2, que causa a complexidade do seu comportamento químico. A natureza direcional das orbitais 5f é responsável pela direção das ligações covalentes em moléculas e complexos de plutônio.

### Ligas
Plutônio pode formar ligas e intermediar componentes com a maioria dos outros metais. Exceções incluem Lítio, sódio, potássio, rubídio e césio dos metais alcalinos, e magnésio, cálcio, estrôncio e bário, dos metais alcalinos terrosos, e európio, e itérbio dos metais terras raras. Exceções parciais incluem os metais refratários crômio, molibdênio, nióbio, tântalo e tungstênio, que são solúveis em plutônio líquido, mas insolúveis ou apenas levemente solúvel em plutônio sólido. Gálio, alumínio, amerício, escândio, e cério podem estabilizar a fase delta do plutônio para a temperatura ambiente. Silício, índio, zinco e zircônio permitem a formação do estado metaestável δ (delta) quando rapidamente resfriado. Grandes quantidades de háfnio, hólmio e tálio também permitem reter a fase δ à temperatura ambiente. Netúnio é o único elemento que pode estabilizar a fase α a temperaturas maiores.
Plutônio permite ser produzidos ao adicionar um metal par. a fundir o plutônio. Se o metal permitido é suficientemente redutivo, plutônio pode ser adicionado na forma de óxidos ou haletos. A fase δ na forma das ligas plutônio-gálio e plutônio-alumínios são produzidas ao adicionar plutônio(III) fluoreto para fundir o gálio ou alumínio, que tem a vantagem de evitar lidar-nos diretamente com o plutônio metálico altamente reativo.
- Plutônio-Gálio é usado para estabilizar a fase δ do plutônio, evitando negócios ligados as fases α e α-δ. Seu principal uso é em fossos de armas implosivas;[41]
- Liga Plutônio-Alumínio é uma alternativa a liga Pu-Ga. Ela foi o elemento original considerado para a estabilização da fase delta, mas ela a sua tendência em reagir com as partículas alfa e liberar nêutrons reduz a sua usabilidade como fosso em armas nucleares. Plutônio-Alumínio também pode ser um componente do combustível nuclear;[42]
- Liga Plutônio-Gálio-Cobalto (PuCoGa5) é um supercondutor não convencional, mostrando supercondutividade abaixo de 18,5 kelvin, uma ordem de magnitude maior que a maior entre os sistema de férmion pesado, e tem uma grande corrente crítica;[39][43]
- Liga Plutônio-Zircônio pode ser usada como combustível nuclear;[44]
- Liga Plutônio-cério e Plutônio-cério-cobalto são usadas como combustíveis nucleares;[45]
- Plutônio-Urânio, como cerca de 15–30 mol.% de plutônio, ele pode ser usado como combustível nuclear para reatores de reprodução rápida. A sua natureza pirofórica e alta susceptibilidade à corrosão ao ponto de pegar fogo sozinha ou desintegrar-se após exposição ao ar requere a ligação com outros componentes. Adição de alumínio, carbono ou cobre não melhoram muito o índice de desintegração, zircônio e ferro quando adicionados têm melhor resistência à corrosão, mas eles se desintegram no ar também. A adição de titânio e/ou zircônio, aumenta significativamente o ponto de fusão da liga;[46]
- Liga plutônio-urânio-titânio e Plutônio-urânio-zircônio foram investigados para o uso como combustíveis nucleares. A adição do terceiro elemento aumenta a resistência a corrosão, reduz a inflamabilidade, e melhora a ductibilidade, fabricabilidade, resistência, e expansão térmica;
- Plutônio-urânio-molibdênio tem a melhor resistência à corrosão, formando uma película de óxidos protetiva, mas o titânio e zircônio são preferidos por razões físicas;[46]
- Liga de tório-urânio-plutônio foi investigada como combustível nuclear para reatores de rápida reprodução.[46]

## Isótopos

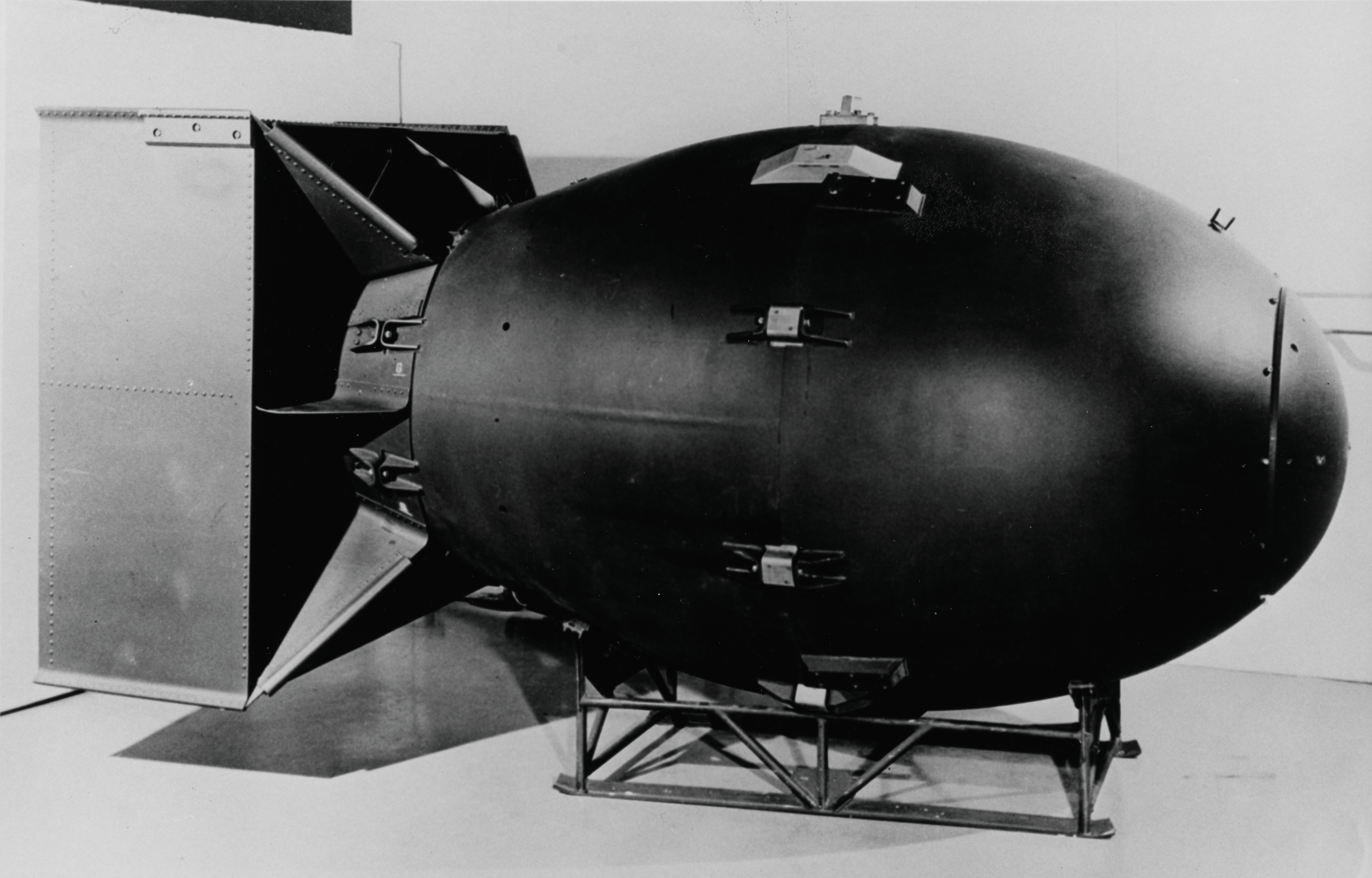
Fat Man, utilizada em Nagasaki contra os japoneses utilizava um núcleo de Pu-239.

Existem mais de 20 isótopos de plutônio sintetizados e catalogados até hoje. Todos eles são radioativos (radioisótopos) e possuem meias-vidas que variam bastante. Os isótopos com as maiores meias-vidas são o Pu-244, Pu-242 e Pu-239, respectivamente, com os demais apresentando meias-vidas inferiores a 7 000 anos. Os isótopos de plutônio variam em número de massa entre 228 e 247. Os modos de decaimento primários dos isótopos com número de massa inferior ao do isótopo mais estável, plutônio 244, são fissão espontânea e emissão alfa, formando principalmente isótopos de urânio (92 prótons) e netúnio (93 prótons) como produtos de decaimento (negligenciando a vasta gama de núcleos filhos criados pelo processo de fissão). Já para aqueles que possuem massa superior ao do Pu244 é emissão beta, formando principalmente isótopos de amerício (95 prótons) como produto. Plutônio-241 é o isótopo pai da série de decaimento do netúnio, decaindo para amerício-241 por emissão beta ou captura eletrônica.

Ciclo nuclear do urânio e do plutônio que possibilita a criação de isótopos mais pesados.

- Pu-238 é largamente usado em gerador termoelétrico de radioisótopos de sondas espaciais e submarinos nucleares sendo que esteve nos RTGs das sondas Voyager 1, Voyager 2, Cassini e New Horizons, por causa de sua baixa radioatividade e por emitir apenas partículas alfa que são as menos perigosas formas de radiação ao contrário do Pu-239 que além de físsil é emissor de outras formas de radiação.
- Pu-239 é usado como material físsil em armas nucleares produzindo 20 quilotons de TNT por quilo, essas armas têm que ter uma taxa acima de 93% de Pu-239 e menos de 7% de Pu-240 pelo fato desse ter 450 000 fissões por segundo em um quilo, produzindo U-238, impróprio para essas armas.[carece de fontes?]

Em reatores nucleares, sonda espaciais e submarinos movidos a energia nuclear ele é utilizado. Foi importante no final da Segunda Guerra Mundial quando foi utilizado como o material físsil da bomba atômica estadunidense Fat Man, sendo que ainda é o elemento predileto para se fazer fossos para os primários de bombas de hidrogênio pela sua densidade e potência elevada.

### Plutônio-239 Supergrade

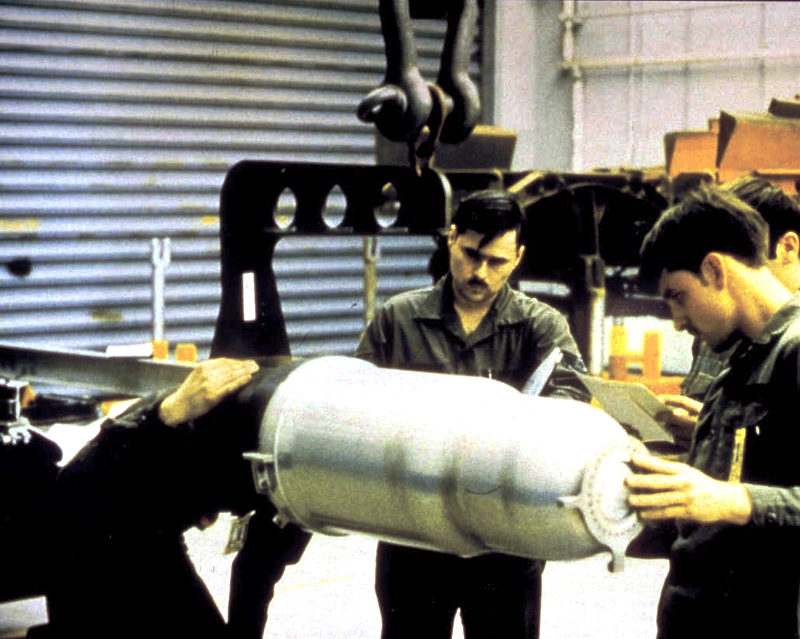
W80 a principal ogiva que utiliza o Pu-239 Supergrade.

O Pu-239 supergrade é um composto de uma excepcional porcentagem de Pu-239 (+95%) e pouco de Pu-240 (-5%), este composto tem pouca radioatividade, e é utilizado na maioria das ogivas nucleares operadas pela Marinha dos Estados Unidos em comparação ao plutônio enriquecido utilizado pelas ogivas da Força Aérea dos Estados Unidos, a principal e mais difundida ogiva que usa o supergrade é a W80. Ele é produzido a partir de barras de plutónio em reatores que foram irradiadas fazendo o Pu-240 que é um contaminante do Pu-239, ficar em extremidades das barras tirando grande parte desse contaminante, porém sua produção é mais cara que a produção do Plutônio enriquecido normal.
- Pu-240 formado pela captura neutrônica de Pu-239, o Pu-239 sofre fissão em 62-73% das capturas o resto forma átomos de Pu-240. Pu-240 não é físsil, sua taxa de fissão é baixa e quase sempre forma Pu-241. Ele tem a peculiaridade de apresentar uma grande porcentagem de fissão espontânea, e por estar quase sempre junto ao Pu-239 é considerado um contaminante em armas nucleares, a taxa de Pu-240 em armas nucleares deve ser inferior a 7% para que a fissão espontânea dele não inicia uma fissão em cadeia que acabará com a detonação prematura da arma, a separação do Pu-240 do Pu-239 requer mais de 90 dias de reprocessamento contínuo.[48]
- Pu-241 é produzido quando um átomo de Pu-240 absorve um nêutron, também pode ser usado em armas nucleares pois é físsil uma vez que em 73% de suas capturas neutrônicas acabam em fissões nucleares, nas outras 27% das capturas ele acaba formando um átomo de Pu-242. Porém devida a sua curta meia-vida de 14,4 anos (o que diminuiria em muito a vida operacional da arma) e sua maior dificuldade em ser produzido, nunca foi empregado em larga escala para armas nucleares. Decorrido os 14,4 anos ele se transforma num átomo de amerício-241 através de decaimento beta.
- Pu-242, produzido pela captura neutrônica de Pu-241 sem resultar em uma fissão (27% dos casos como visto anteriormente). Tem a segunda maior meia-vida dentre os isótopos de plutônio, com 373 300 anos, 15 vezes mais longa que o do Pu-239.[49] Não é físsil, mas como o Urânio-238 ele é fissionável por nêutrons rápidos (nêtrons com energia superior a 1 MeV, ou seja saem a mais de 14 000 km por hora), poderiam ser empregados em armas termonucleares para serem fissionados pelos nêutrons criados pela fusão nuclear de deutério e trítio que liberam nêutrons de 14,1 MeV(atingindo 52 000 km por hora, 17,3% da velocidade da luz.
- Pu-243, produzido pela captura neutrônica de Pu-242. Ele tem uma meia-vida de aproximadamente 4,9 horas. Por isso muitos átomos de Pu-243 não têm tempo suficiente para realizar uma captura neutrônica para criar Pu-244 acabando com a cadeia de sucessivas capturas neutrônicas gerando novos isótopos cada vez mais pesados de plutônio. Decorrido a meia-vida Pu-243 decai para Amerício-243 por decaimento beta.
- Pu-244 é isótopo de plutônio de maior meia-vida com 80 milhões de anos, curiosamente é seguinte a um isótopo de meia-vida muito pequena, Pu-243. Ele não é produzido em quantidades consideráveis pelo ciclo de combustível nuclear devido a pouca meia-vida do que seria o seu isótopo pai, o Pu-243. Mas ele aparece muitas vezes em vestígios de detonações nucleares, a onda de nêutrons criada por uma reação em cadeia pode induzir átomos de plutônio a sofreremmúltiplas capturas neutrônicas e também são encontrados em vestígios de supernovas criados pelo mesmo processo. Tem a quarta maior meia-vida entre actinídeos perdendo apenas para o tório-232, U-238 e U-235 respectivamente.

| Isótopo | modo de decaimento/produto                     | Meia-vida (em anos) | Calor Dissipado (W/kg) | Fissão espontânea nêutrons (1/(g·s)) | Comentário |
| ------- | ---------------------------------------------- | ------------------- | ---------------------- | ------------------------------------ | --- |
| 238Pu   | alfa / 234U                                    | 87,74               | 560                    | 2600                                 | Grande quantidade de calor dissipado. Mesmo em pequenas quantidades pode causar significativo auto-aquecimento, muito utilizado em geradores termoelétricos. |
| 239Pu   | alfa / 235U                                    | 24 100              | 1,9                    | 0,022                                | Principal isótopo físsil de plutônio em uso hoje. |
| 240Pu   | alfa / 236U(logo após sofre fissão espontânea) | 6 560               | 6,8                    | 910                                  | Altas taxas de fissões espontâneas. Principal contaminante do 239Pu. Altas porcentagens de 240Pu em armas nucleares favorece detonações prematuras.          |
| 241Pu   | beta negativa / 241Am                          | 14,4                | 4,2                    | 0,049                                | Físsil mas pouco utilizado. Seu rápido decaimento em 241Am deixa amostras velhas com quantidades grandes de amerício.                                        |
| 242Pu   | alfa / 238U                                    | 376 000             | 0,1                    | 1700                                 | |

## Precauções

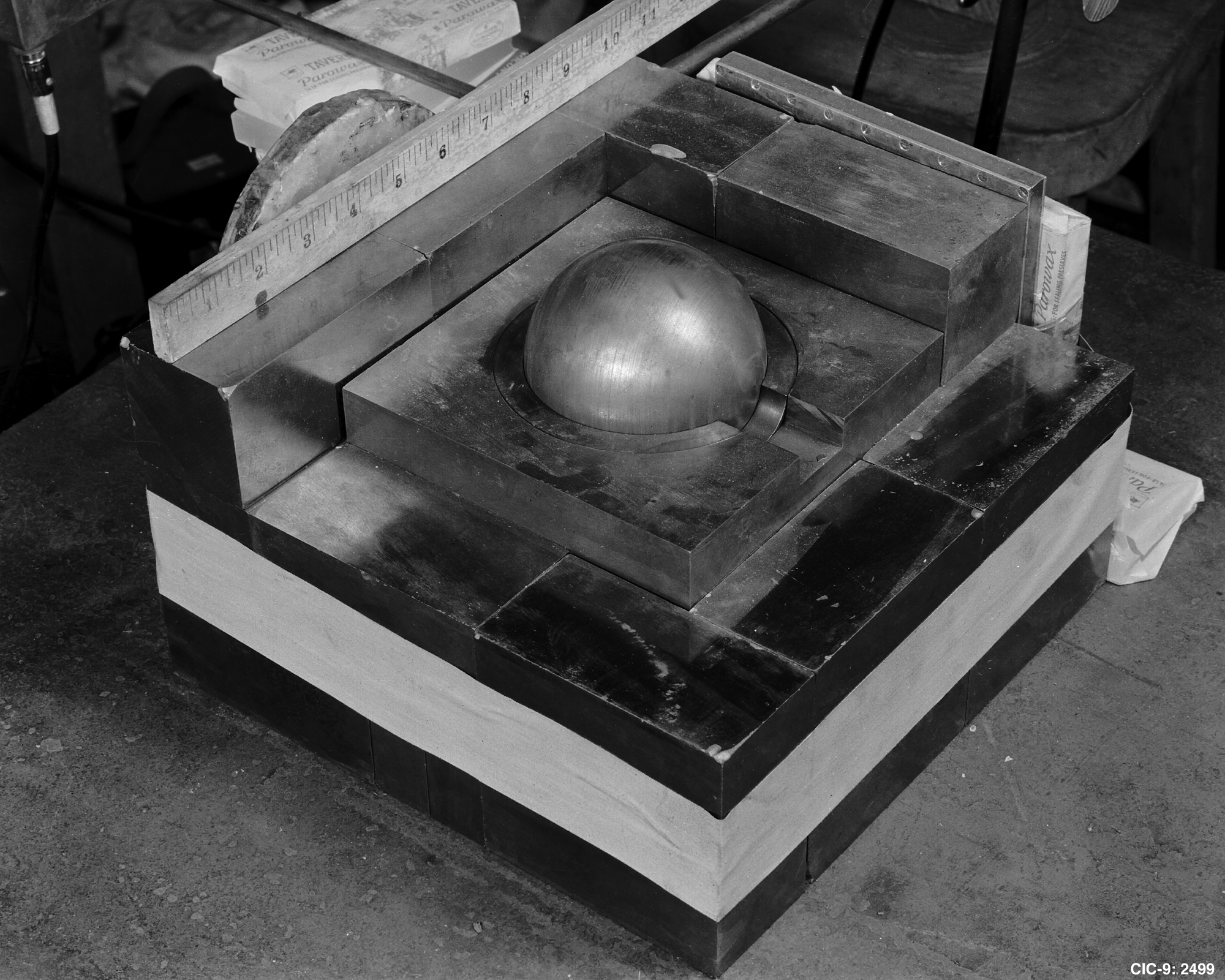
O Demon Core (Núcleo Demoníaco) foi um fosso de plutónio que recebeu esse nome após matar dois cientistas em acidentes de criticidade, ele foi utilizado no teste Able

### Riscos à saúde
O plutónio é o elemento químico mais nocivo a saúde, por ser um grande emissor de radioatividade, se ingerido pouco mais 0,04% do material vai ser absorvido pela ingestão, mas essa quantidade vai se acumular nos ossos, e só passará a ser retirada do organismo após 200 anos.

### Inflamabilidade
O Pu se oxida muito rápido e aumenta em 70% o seu volume durante esse processo, gerando uma rápida expansão e logo após combustão.

### Criticidade
O plutónio é altamente crítico, e quando fica crítico começa a produzir nêutrons (podendo gerar uma reação em cadeia e detonar) e raios gama (que são altamente letais para seres humanos), um fosso de plutónio ficou famoso após matar cientistas em dois acidentes de criticidade, o Demon Core:
- Em 21 de agosto de 1945, o núcleo foi cercado por tijolos refletores de nêutrons para experiências, esses tijolos refletiram os nêutrons e deixaram o núcleo crítico, o cientista Harry Daghlian retirou rapidamente os tijolos impedindo uma reação em cadeia, porém ele recebeu uma dose fatal de radiação e morreu 25 dias após o incidente.
- Em 21 de maio de 1946 o físico Louis Slotin e outros sete cientistas cercaram o núcleo novamente com tijolos, para uma experiência visando saber até onde a massa poderia ser considerada subcrítica, quando Slotin foi fazer um teste chamado de fazer cócegas na cauda do dragão devido a sua periculosidade, que consistia em retirar o núcleo com uma chave de fenda, ele escorregou a chave de fenda fazendo o núcleo ficar supercrítico e liberar uma explosão de nêutrons e raios gama (que foram descritos como um flash azul por observadores) atingiu Slotin, que rapidamente fechou a duas metades dos refletores de nêutrons, salvando a vida dos outros cientistas, porém Slotin sofreu uma dose letal de radiação e morreu 9 dias depois do incidente.

## Decaimento
O plutônio-239 decai, depois de 24 200 anos, em urânio-235 através de emissão alfa liberando 5,245 MeV.
{\displaystyle \mathrm {^{239}_{\ 94}Pu\ {\xrightarrow[{24200\ anos}]{\alpha \ 5,245\ MeV}}\ _{\ 92}^{235}U} }
O Pu-238 decai em U-234 depois de 87,74 anos, quando ele fica instável e sofre uma emissão alfa para se estabilizar.
{\displaystyle \mathrm {^{238}_{\ 94}Pu\ {\xrightarrow[{87,74\ anos}]{\alpha \ 5,593\ MeV}}\ _{\ 92}^{234}U} }
O Pu-240 decai através da emissão alfa depois de 6 563 anos, esse decaimento gera 5,255 MeV e um átomo de U-236 que logo após sofre fissão.
{\displaystyle \mathrm {^{240}_{\ 94}Pu\ {\xrightarrow[{6563\ anos}]{\alpha \ 5,255\ MeV}}\ _{\ 92}^{236}U} }
A meia-vida do Pu-241 é de 14 anos, o modo de decaimento é o decaimento beta, e então um átomo de amerício-241 será formado.
{\displaystyle \mathrm {^{241}_{\ 94}Pu\ {\xrightarrow[{6563\ anos}]{\beta \ ?\ MeV}}\ _{\ 95}^{241}Am} }

## Outras fontes
- CRC contributors (2006).  David R. Lide, ed. Handbook of Chemistry and Physics 87th ed. Boca Raton (FL): CRC Press, Taylor & Francis Group. ISBN 0-8493-0487-3
- Emsley, John (2001). «Plutonium». Nature's Building Blocks: An A–Z Guide to the Elements. Oxford (UK): Oxford University Press. pp. 324–329. ISBN 0-19-850340-7
- Greenwood, N. N.; Earnshaw, A. (1997). Chemistry of the Elements 2nd ed. Oxford (UK): Butterworth-Heinemann. ISBN 0-7506-3365-4
- Heiserman, David L. (1992). «Element 94: Plutonium». Exploring Chemical Elements and their Compounds. New York (NY): TAB Books. pp. 337–340. ISBN 0-8306-3018-X
- Miner, William N.; Schonfeld, Fred W. (1968). «Plutonium». In:  Clifford A. Hampel (editor). The Encyclopedia of the Chemical Elements. New York (NY): Reinhold Book Corporation. pp. 540–546. LCCN 68-29938
- Stwertka, Albert (1998). «Plutonium». Guide to the Elements Revised ed. Oxford (UK): Oxford University Press. ISBN 0-19-508083-1

- Sutcliffe, W.G.; et al. (1995). «A Perspective on the Dangers of Plutonium». Lawrence Livermore National Laboratory. Consultado em 14 de abril de 2011. Arquivado do original em 29 de setembro de 2006
- Johnson, C.M.; Davis, Z.S. (1997). «Nuclear Weapons: Disposal Options for Surplus Weapons-Usable Plutonium». CRS Report for Congress # 97-564 ENR. Consultado em 15 de fevereiro de 2009
- IEER contributors (2005). «Physical, Nuclear, and Chemical, Properties of Plutonium». IEER. Consultado em 15 de fevereiro de 2009
- Bhadeshia, H. «Plutonium crystallography»
- Samuels, D. (2005). «End of the Plutonium Age». Discover Magazine. 26 (11)
- Pike, J.; Sherman, R. (2000). «Plutonium production». Federation of American Scientists. Consultado em 15 de fevereiro de 2009. Arquivado do original em 3 de fevereiro de 2009
- Nuclear Weapon Archive contributors. «Plutonium Manufacture and Fabrication». Nuclearweaponarchive.org
- Ong, C. (1999). «World Plutonium Inventories». Nuclear Files.org. Consultado em 15 de fevereiro de 2009
- LANL contributors (2000). «Challenges in Plutonium Science». Los Alamos Science. I & II (26). Consultado em 15 de fevereiro de 2009
- NLM contributors. «Plutonium, Radioactive». NLM Hazardous Substances Databank. Consultado em 15 de fevereiro de 2009
- Alsos contributors. «Annotated Bibliography on plutonium». Alsos Digital Library for Nuclear Issues. Consultado em 15 de fevereiro de 2009. Arquivado do original em 3 de fevereiro de 2009
- Chemistry in its element podcast (MP3) from the Royal Society of Chemistry's Chemistry World: Plutonium